# Имеровигли
Имеровигли ( грч. Ημεροβίγλι ) је град на острву Санторини у Грчкој, који се граничи са градом Фиром . По попису из 2011. имао је 431 становника.
Имеровигли је углавном познат по својој панорами, названој „балкон Егеја“. Његове куће су изграђене амфитеатрално око калдере и пресецају га поплочане и уске стазе.

## Знаменитости

### Тврђава Скарос
На локалитету се налазе остаци венецијанског замка из 1207. године који је саградио Јакопо Бароци, барон острва Санторини. Град Скарос је касније настао око замкаи био је  главни град острва Санторини све до 18. века . Напуштање Скароса почело је почетком 17. века који је тада тешко оштећен ерупцијом подводног вулкана Колумбо 1650. године, а затим и земљотресом 1817. године. Становници су искористили оно што је остало од замка као грађевински материјал за своје домове. 

### Манастир Свети Никола
У Имеровиглију се налази женски манастир Светог Николе (Агиос Николаос). Прво здање манастира је 6. децембра 1651. године подигла породица Гизи, једна од ретких православних породица  која је у то време живела у Скаросу. Цариградски патријарх Кирил VI је 29. децембра 1815. године започео изградњу новог манастира на месту где је већ стајала мала црква, а манастир је завршен пет година касније. У здању се налази византијска икона Светог Николе као и дрвени иконостас . 